# Рентабельность чистых активов
Рентабельность чистых активов (англ. return on net assets или сокращённо RONA) — показатель финансовых результатов деятельности компании, равный соотношению чистой прибыли к чистым активам.
Коэффициент рентабельности чистых активов иллюстрирует эффективность использования компанией и ее руководством активов экономически выгодными способами. Высокое значение коэффициента указывает на то, что компания получает больше прибыли на каждый рубль, вложенный в активы. Показатель также применяется при сравнении эффективности деятельности компании с его конкурентами внутри одной отрасли.

## Расчет
Рентабельность чистых активов = Чистая прибыль/(Основные средства) + (Оборотный капитал)
где 
Оборотный капитал = (Текущие активы) − (Текущие обязательства)
В обрабатывающей промышленности расчет коэффициента производится также следующим образом:
Рентабельность чистых активов = (Доходы производственного предприятия) − Расходы/(Чистые активы)